# Rivolta di maggio a Dresda
La rivolta di maggio a Dresda (in tedesco: Dresdner Maiaufstand) fu una rivolta popolare che scoppiò nella città di Dresda, in Sassonia, il 3 maggio 1849 e proseguì sino al giorno 9 del medesimo mese. Come altre rivolte scoppiate nel Baden e nei territori renani, quella di Dresda fu parte della Rivoluzione tedesca del 1848-1849.

## Antefatto
Negli Stati tedeschi un fenomeno rivoluzionario ebbe inizio nel marzo del 1848, cominciando da Berlino e diffondendosi poi anche nel resto della Germania. Il cuore di quella rivoluzione fu a Francoforte dove si era da poco costituita l'Assemblea Nazionale, il cosiddetto Parlamento di Francoforte, che si riunì nella chiesa di San Paolino nel maggio del 1848, e chiese con forza l'istituzione di una monarchia costituzionale e la formazione di una nuova nazione tedesca unita. La maggior parte dei membri di quell'assemblea erano democratici. Il 28 marzo 1849 l'Assemblea approvò la sua prima Reichsverfassung (costituzione) per la Germania intera, e nell'aprile del 1849 la corona venne offerta a Federico Guglielmo IV di Prussia.
Malgrado gli apparenti progressi, l'Assemblea Nazionale dipendeva dalla cooperazione con i principi locali e ancora molto da quella con l'imperatore austriaco; questi ostacoli furono chiari a Federico Guglielmo IV che pertanto rifiutò la corona. Altri movimenti rivoluzionari conseguenti interessarono altri Stati tedeschi per chiedere la riforma della costituzione, ma alla fine l'Assemblea Nazionale venne sciolta.
In Sassonia, Federico Augusto II, che non aveva mai riconosciuto la costituzione rivoluzionaria, colse l'occasione per sciogliere il parlamento sassone, fatto che creò la reazione della popolazione di fronte a quella che appariva a tutti gli effetti una repressione della democrazia, dando così il via alla locale rivolta di maggio.

## La rivolta

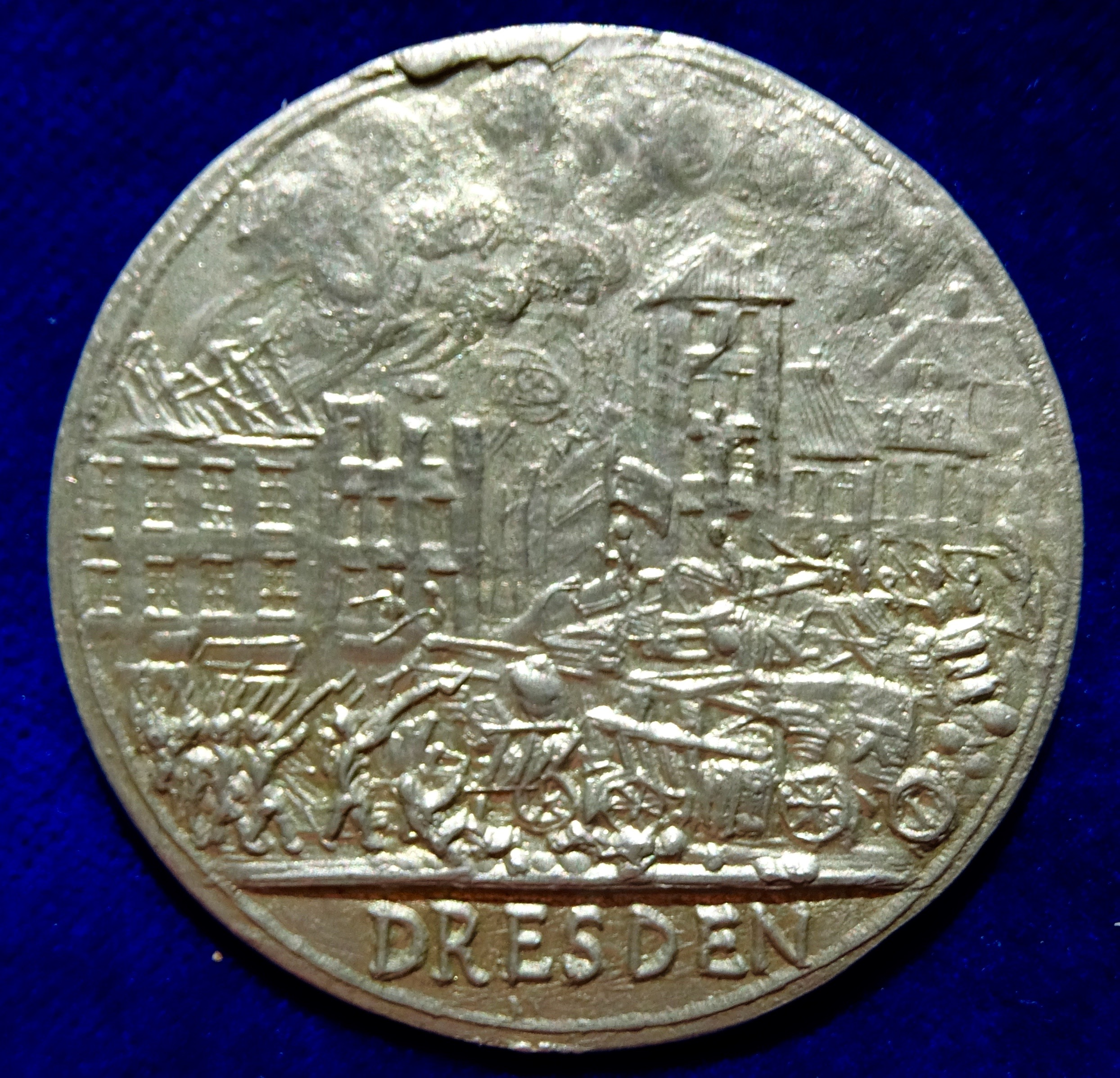
Medaglia rivoluzionaria della rivolta di maggio a Dresda, 1849. La scena illustrata è quella dei combattimenti per le strade della Sassonia.

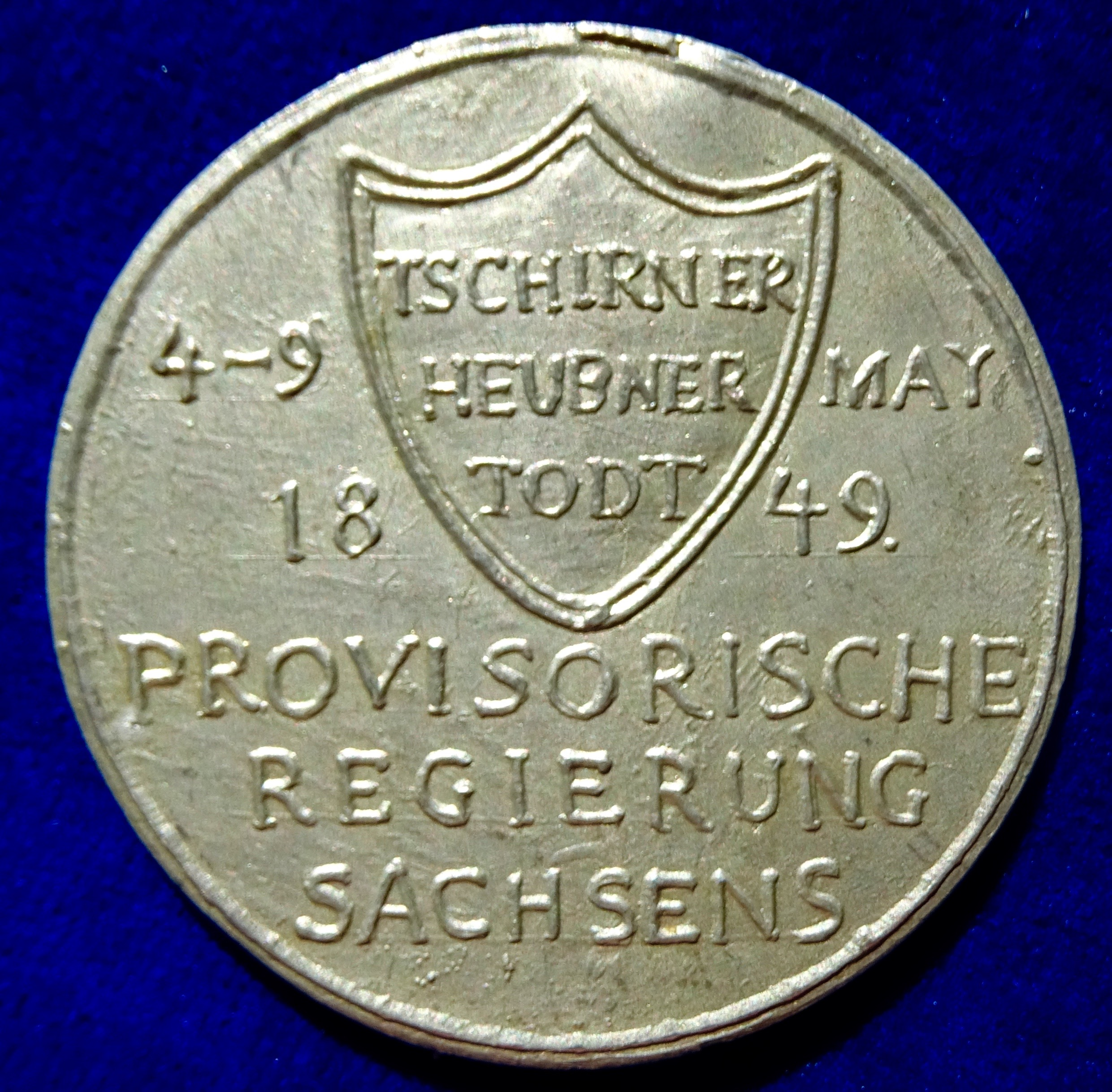
Il rovescio della medaglia mostra i nomi dei capi del governo provvisorio Tzschirner, Heubner e Todt, e le date della rivolta

In un primo momento i consiglieri comunali della capitale sassone tentarono di persuadere Federico Augusto II ad accettare la costituzione con un discorso pubblico. Anche le guardie municipali chiesero l'accettazione delle richieste dei rivoltosi. Il re richiamò però tutti all'ordine e si rifiutò categoricamente di recedere dalle sue posizioni. Questo portò allo scoppio di alcune rivolte e, per tutta risposta, questo costrinse il sovrano a chiedere l'aiuto dell'esercito prussiano; la situazione quindi precipitò.
Il 3 maggio 1849 la guardia municipale venne cacciata, ma i consiglieri comunali la riorganizzarono nel tentativo di bloccare l'intervento prussiano che ormai pareva imminente. Col crescere del malcontento popolare, il governo si ritirò nell'armeria del castello reale, protetto dalle truppe dell'esercito sassone. I vertici della guardia municipale erano incerti se sostenere o meno la popolazione che minacciava di utilizzare l'esplosivo per far uscire i rappresentanti del governo dal loro nascondiglio. Le truppe sassoni, per tutta risposta, decisero di sparare sulla folla. Nel giro di qualche ora l'intera città fu nel caos, con 108 barricate erette. Nelle prime ore del 4 maggio 1849, il re fuggì coi suoi ministri verso la fortezza di Königstein.

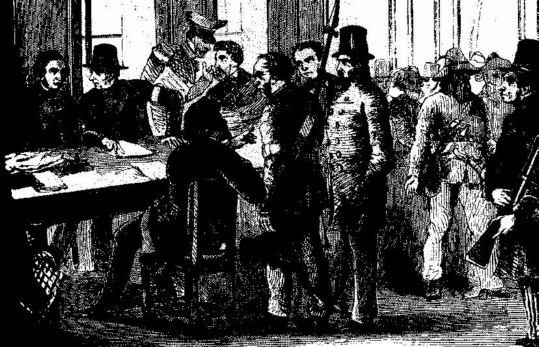
Il governo provvisorio di Dresda

Tre membri del disciolto parlamento democratico divennero i leader della rivoluzione in Sassonia: Samuel Erdmann Tzschirner, Karl Gotthelf Todt e Otto Leonhard Heubner, e costituirono un governo provvisorio per forzare l'accettazione della costituzione da parte dei vertici di governo. Tzschirner chiamò un altro membro al governo nella persona di Alexander Heinze a organizzare i combattimenti.
I rinforzi giunsero anche ai rivoluzionari da Chemnitz, Zwickau e da Marienberg, e la lotta riprese ancora più violenta. Le truppe sassoni si avvalsero dell'arrivo dei prussiani i quali pianificarono l'accerchiamento dei ribelli presso l'Altmarkt (la vecchia piazza del mercato della capitale), ma il numero delle barricate presenti in ogni strada e nelle case rese l'operazione difficoltosa.
Recenti studi pongono il numero dei rivoluzionari attorno alle 3 000 unità, mentre l'esercito sassone e prussiano si attestava a 5 000 uomini impiegati. Al di là dell'inferiorità numerica, i ribelli non erano addestrati alla guerra, erano disorganizzati per la mancanza di armi adeguate e quindi avevano poche possibilità di riuscire nell'impresa. Il 9 maggio la maggior parte (1 800 uomini in tutto) delle forze ribelli si diede alla fuga. I restanti si arresero e vennero arrestati e portati alla Frauenkirche.

## Il risultato della rivolta

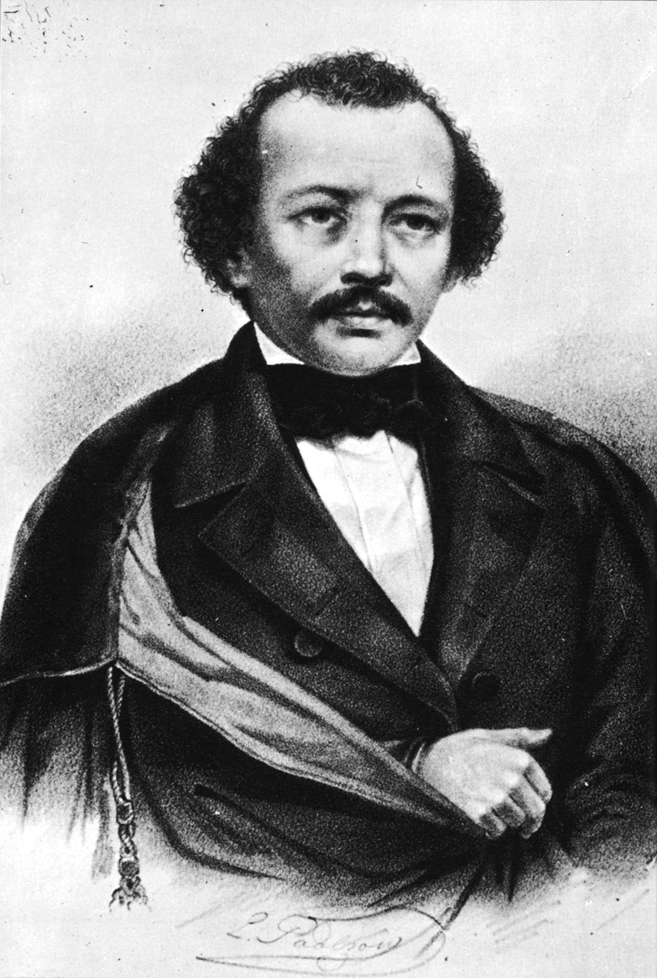
Mikhail Bakunin fu tra i principali esponenti politici della rivolta di maggio a Dresda nel 1849

La rivolta, anche se non riuscita, ebbe comunque degli effetti pesanti sulla città di Dresda: ne risultarono danneggiati il teatro dell'opera, due lati dello Zwinger e sei abitazioni furono incendiate completamente.
Il governo sassone arrestò Mikhail Bakunin e August Röckel a Chemnitz, mentre Tzschirner, Heubner e Todt riuscirono a fuggire. Todt morì in esilio in Svizzera nel 1852. Gottfried Semper e l'allora maestro di cappella Richard Wagner si trovavano pure sulla lista dei ricercati da parte del governo sassone, ma riuscirono entrambi a fuggire a Zurigo, dove Wagner prese residenza. Gustav Blöde venne condannato a dieci anni di carcere per aver preso parte alla rivolta di maggio, ma riuscì a fuggire negli Stati Uniti.
Inoltre la rivolta non lasciò effetti significativi sul sistema politico.